# ナイジェリア・ポンド
ナイジェリア・ポンド (Nigerian pound) は、1959年から1973年まで用いられていた、ナイジェリアの通貨単位。1959年以前は西アフリカ・ポンドが用いられていた。1973年にナイジェリア・ポンドは、1ポンド＝2ナイラのレートで、ナイラに置き換えられた。